# Tracta
Die SA des Automobiles Tracta war ein französischer Hersteller von Automobilen.

## Unternehmensgeschichte
Jean-Albert Grégoire und sein Partner Pierre Fenaille gründeten 1926 das Unternehmen in Versailles zur Produktion von Automobilen. Wenig später zogen sie nach Asnières-sur-Seine um. Der Markenname lautete Tracta. 1934 endete die Automobilproduktion. Insgesamt entstanden etwa 230 Fahrzeuge.

## Fahrzeuge

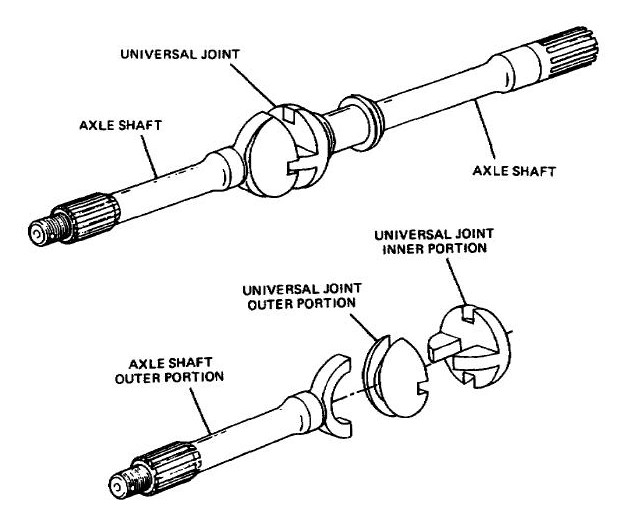
Homokinetisches Tracta-Gelenk

Das Unternehmen machte sich insbesondere durch die Einführung des Frontantriebes bei PKW einen Namen. Anfangs wurden nur Rennfahrzeuge hergestellt, doch entstanden bald auch Straßenversionen. Die unabhängige Vorderradaufhängung mit Frontantrieb beruhte auf Patenten von Grégoire. Verwendet wurden anfangs Motoren des französischen Herstellers S.C.A.P. mit 1100, 1200, 1500 oder 1600 cm³ Hubraum. Auf Wunsch war ein Cozette-Kompressor erhältlich. Die starre Hinterachse war an viertelelliptischen Blattfedern aufgehängt.
Tracta erzielte 1929 durch einen Klassensieg beim 24-Stunden-Rennen von Le Mans Aufmerksamkeit (7. Gesamtrang). Etwa 140 Fahrzeuge mit S.C.A.P.-Motoren wurden hergestellt. Dann konzentrierte sich das Unternehmen auf die Produktion geschlossener Automobile für den gehobenen Markt. Nun wurden Sechszylindermotoren verwendet: Mit 2,7 Litern Hubraum des US-Herstellers Continental oder mit 3- bzw. 3,3 Litern von Hotchkiss. Davon entstanden etwa 90 Fahrzeuge.
1934 begann der Verkauf von Lizenzen zum Verwerten der Grégoire-Patente. Diese wurden von der belgischen Automobiles Imperia, der französischen Firma Automobiles L. Rosengart sowie den beiden deutschen Unternehmen Zschopauer Motorenwerke (Marke DKW) und Adlerwerke erworben.

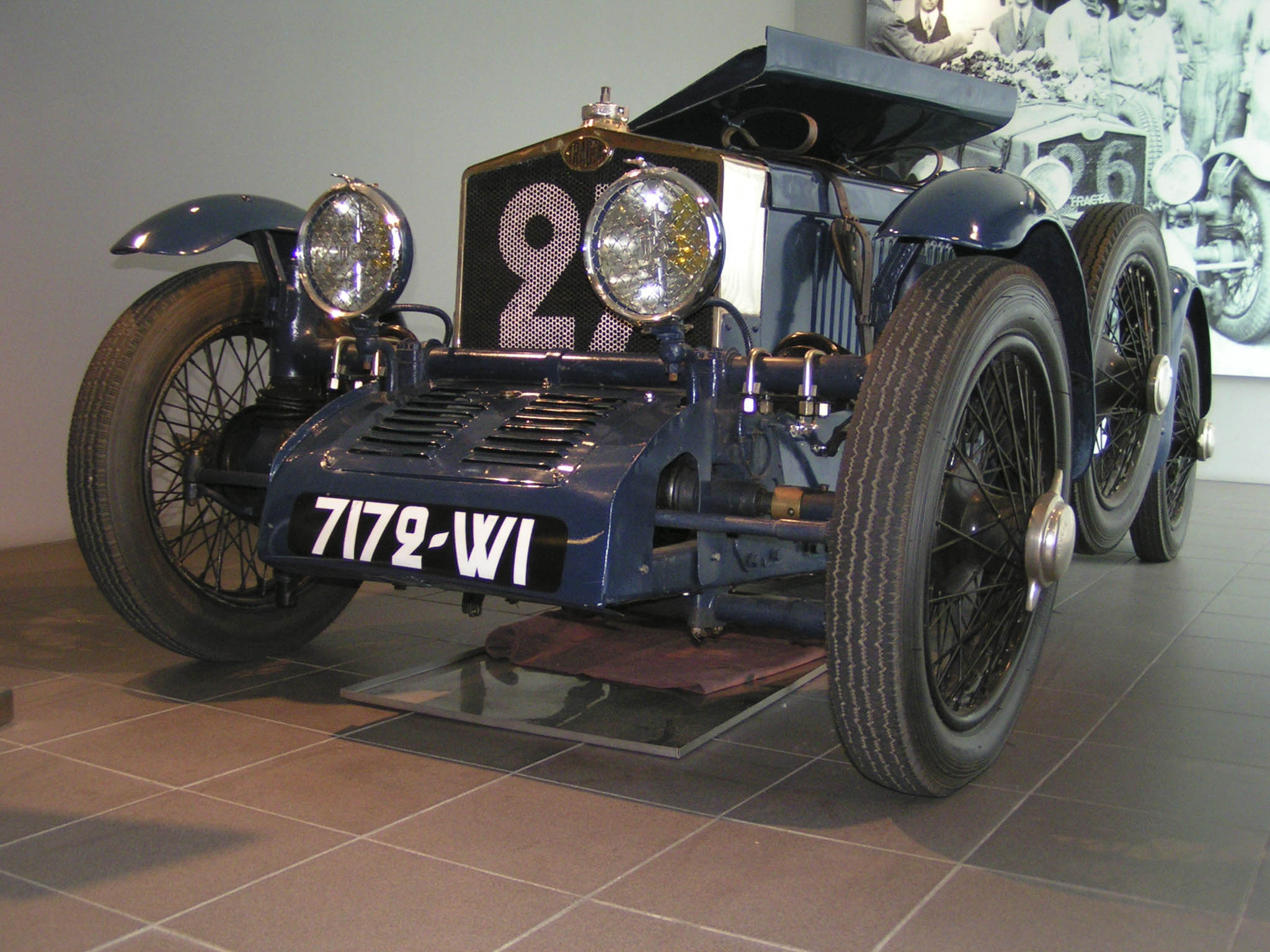
1929 Tracta A, Klassensieger und 7. Gesamtrang an den 24 Stunden von Le Mans 1929
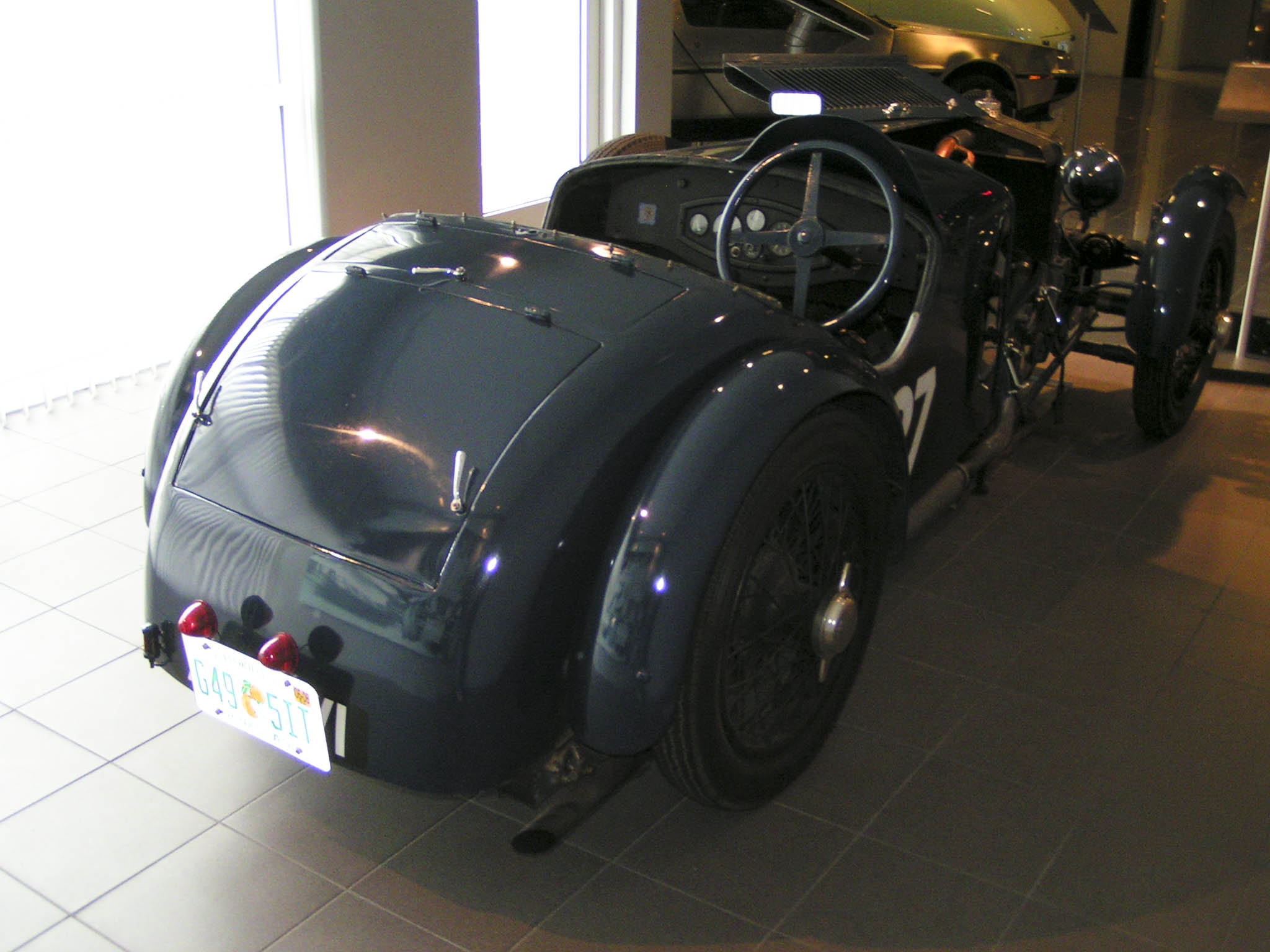
1929 Tracta A Le Mans (Heckansicht)
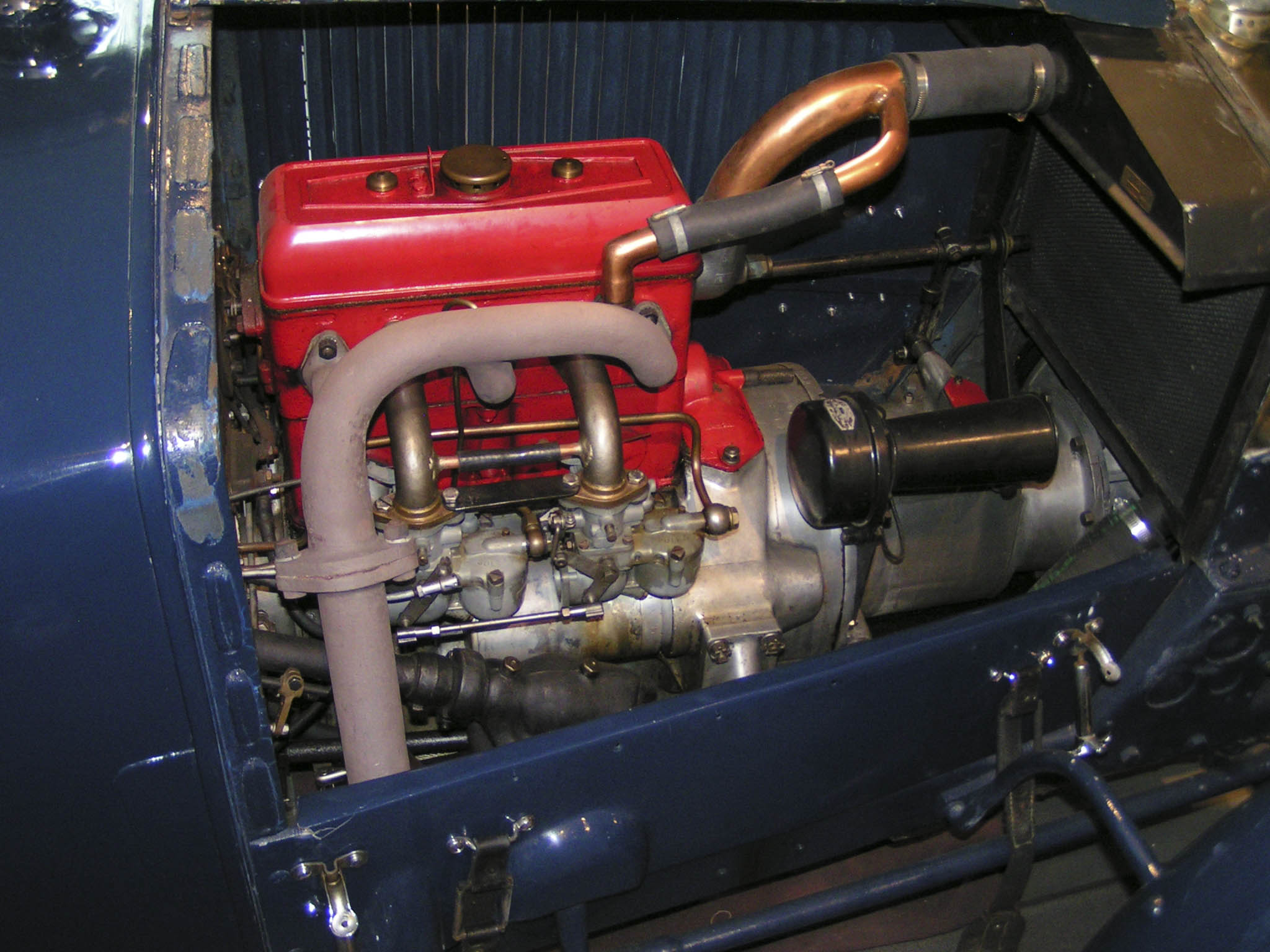
1929 Tracta A Le Mans : Vierzylindermotor von S.C.A.P. mit 995 cm³ und 45 PS
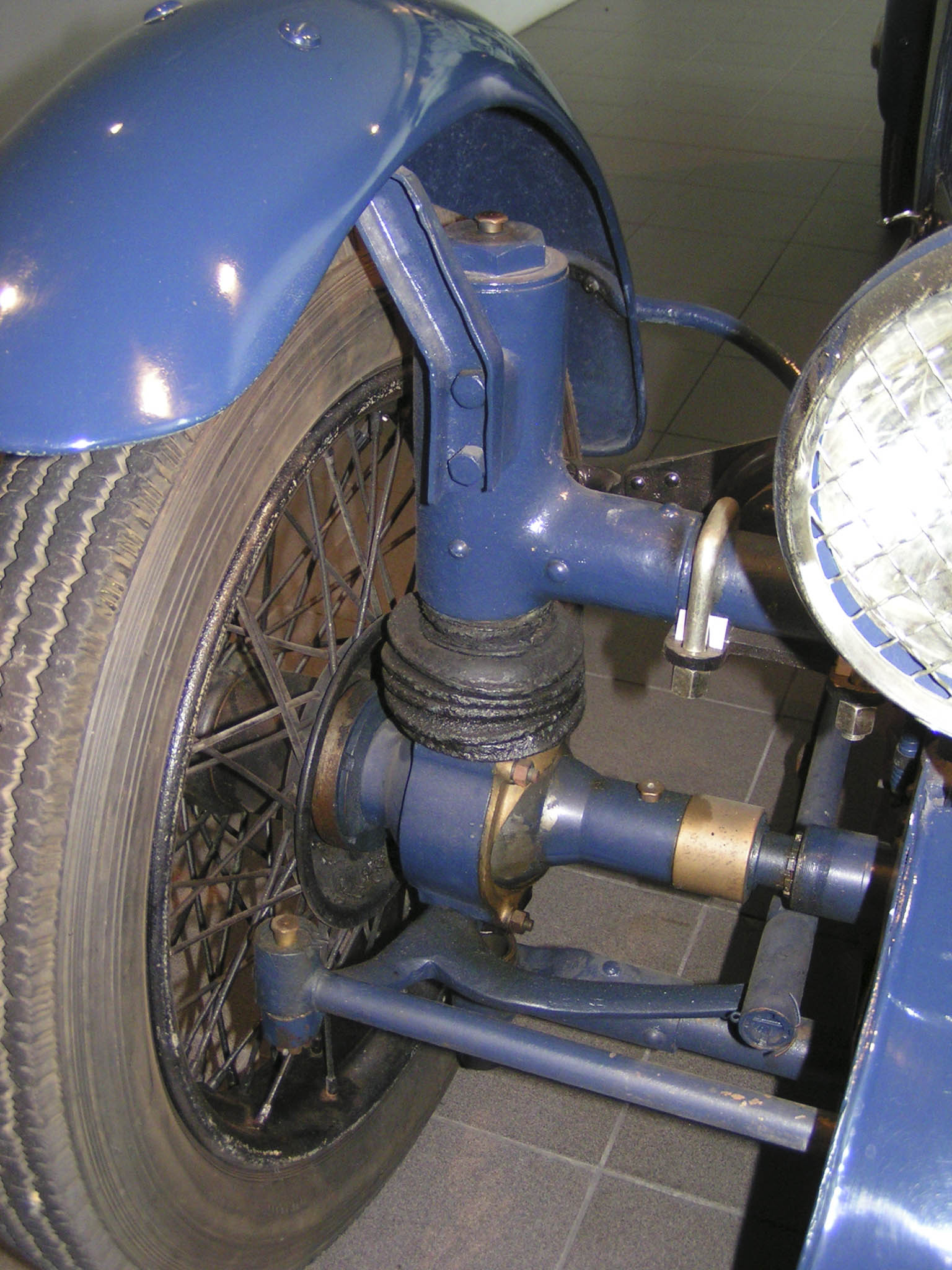
1929 Tracta A Le Mans : Vorderradantrieb Patent Grégoire
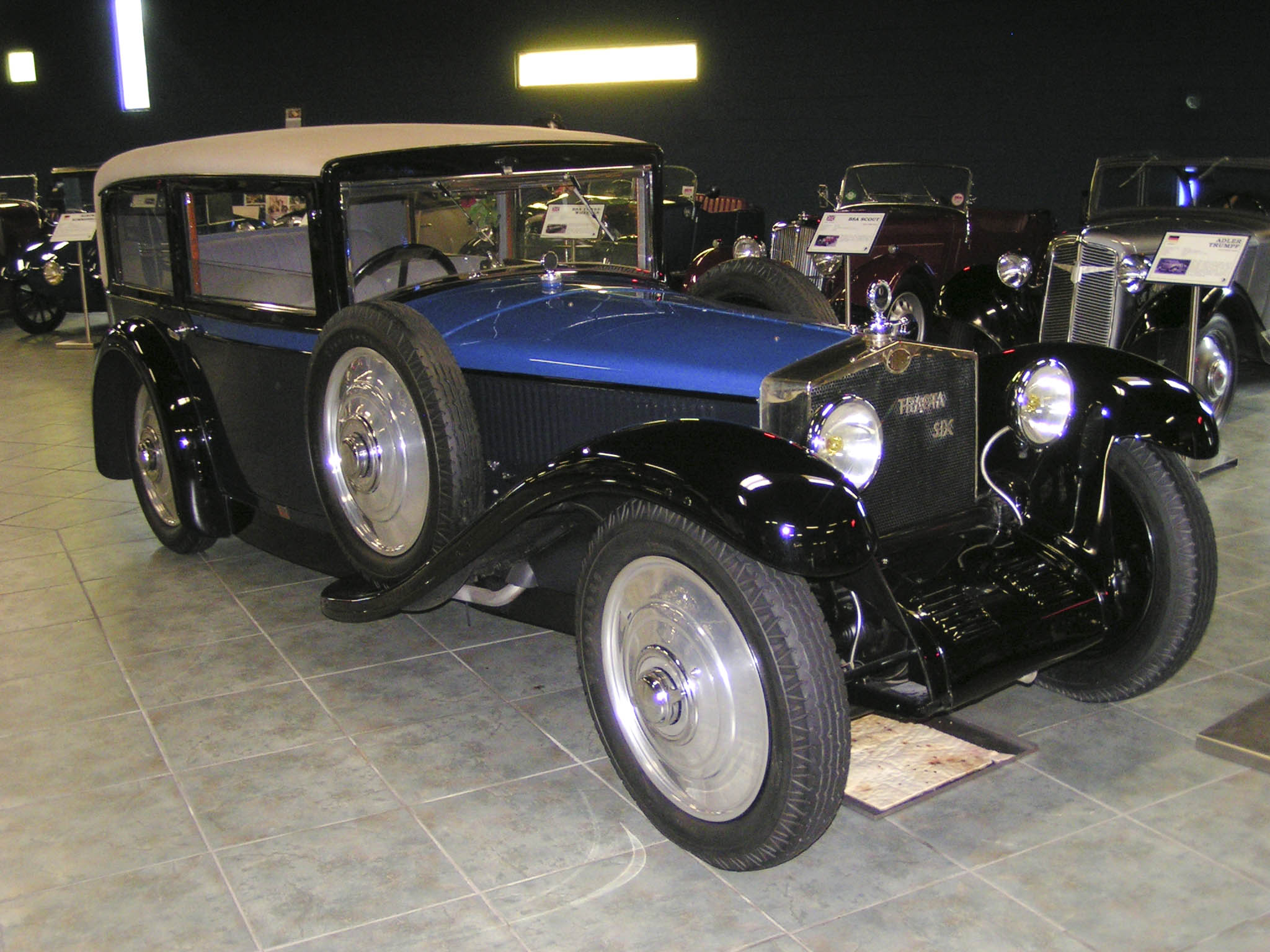
1930 Tracta E Sechszylinder